# Tom Clancy's Rainbow Six 3: Raven Shield
Tom Clancy's Rainbow Six 3: Raven Shield è il terzo capitolo di Rainbow Six, una serie di videogiochi tratti dall'omonimo romanzo dello scrittore statunitense Tom Clancy. Come nel caso dei titoli precedenti (mod comprese) il gioco è uno sparatutto tattico in prima persona che vede protagonista il team Rainbow, un pool di super-esperti di varie nazionalità.
Il gioco è stato sviluppato dai Red Storm Entertainment ed è stato pubblicato dalla casa francese Ubisoft.

## Personaggi
Il team Rainbow è composto di esperti provenienti da tutto il mondo, specializzati in cinque settori militari:

Assalto: irruzioni, combattimento ravvicinato, tiro con pistola e mitragliatore.
Cecchinaggio: appostamento e tiro con fucile da cecchino.
Ricognizione: infiltrazione, trafugamento di documenti, piazzamento di cimici.
Demolizioni: piazzamento di esplosivi, disinnesco di cariche, genio militare.
Elettronica: piazzamento di congegni elettronici, trafugamento di informazioni tramite manipolazione di apparecchi elettronici.
Il comando del team si trova a Hereford, in Inghilterra. Il comandante capo è John Clark, ex agente CIA; il suo luogotenente (nonché genero) è Domingo Chavez, detto Ding.

## Trama
La trama del gioco si articola lungo una serie di missioni, arricchendosi via via di contenuti e sviluppi in funzione degli obiettivi precedentemente realizzati.

### Operazione Vigilanza Alpina
A seguito dell'incursione del team Rainbow nel villaggio, una parte dei terroristi scappa ma l'auto di testa del convoglio slitta sulla strada ghiacciata e crea un incidente. I fuggitivi rimasti si barricano quindi in un tunnel autostradale e tentano il tutto per tutto. Comunque alcuni ostaggi liberati da Lamoura hanno confermato che nella banca locale i terroristi cercavano vecchi registri, più che il denaro.

### Operazione Lupo Sentinella
Nel febbraio 2006 nuova azione terroristica: un gruppo che apparentemente non ha alcun legame con quelli coinvolti negli episodi di Lamoura e di Amuay ha piazzato cariche in un cantiere navale di Bergen, in Norvegia. Nel contempo il controspionaggio ha scoperto che i terroristi di Lamoura viaggiavano con passaporti argentini.

Il cantiere di Bergen, oggetto dell'attuale emergenza, ha un contratto con la società petrolifera nazionale venezuelana, la PDVSA. Esso fornisce petroliere alla società e si tratta proprio degli scafi presi di mira dai guastatori di Bergen. Questi hanno avanzato una serie di richieste: esigono la liberazione di paramilitari che si sono macchiati in passato di crimini contro la PDVSA; invocano la nazionalizzazione degli impianti petroliferi venezuelani; infine richiedono le solite garanzie di fuga con denaro.

La distruzione degli scafi costruiti a Bergen non danneggerebbe tanto il cantiere, dal momento che le navi sono assicurate, quanto la compagnia petrolifera venezuelana, che senza le petroliere che ha commissionato andrebbe incontro a giganteschi ritardi produttivi.
Il denominatore comune fra l'azione di Amuay e quella di Bergen, dunque, sta nel tentativo di danneggiare l'industria petrolifera venezuelana.

### Operazione Ora del Falco
L'azione si sposta nel marzo 2006 a Cayman Brac, la più orientale delle isole Cayman. Un'operazione antidroga anglo-americana ha avuto una svolta imprevista ed è accaduto lo scompiglio. I narcotrafficanti hanno sequestrato alcuni agenti di polizia e si sono asserragliati in un piccolo aeroporto privato, minacciando di uccidere gli ostaggi. Rainbow è stato chiamato in causa perché le isole Cayman sono sotto giurisdizione britannica.

### Operazione Castello di Perle
A seguito della presa di ostaggi all'aeroporto, la polizia di Cayman Brac ha deciso di interrogare un certo Nikola Gospic, un anziano possidente del luogo. Così una pattuglia si è recata nella sua residenza, che però è risultata occupata da un manipolo di uomini armati. Questi, appena intravista la polizia, si sono lasciati prendere dal panico e hanno iniziato a sparare. Poiché Rainbow si trovava sul posto, gli è stato chiesto di intervenire.

Dall'analisi dei proiettili esplosi, nonché da alcune identificazioni, pare che dagli uomini che si trovano a casa di Gospic siano collegati con i narcotrafficanti dell'aeroporto. Rainbow stavolta ha gioco facile perché la residenza di Gospic è isolata e protetta. Gli uomini nella villa, quindi, si sono messi in trappola da soli.

### Operazione Uncino Insanguinato
Nel maggio del 2006 scatta una nuova emergenza. In un impianto di macellazione di Pilar, in Argentina, una guardia del turno di notte ha sorpreso alcuni intrusi mentre tentavano di distruggere i libri contabili dell'impianto. La guardia ha dato l'allarme ma è stata uccisa. I malintenzionati, vistasi tagliata la via di fuga, hanno preso in ostaggio alcuni dirigenti del turno di lavoro notturno, che si trovavano nell'impianto. Il team Rainbow è stato allertato perché l'impianto di macellazione è collegato con l'ultraottantenne Nikola Gospic di Cayman Brac. Inoltre i dirigenti sono parenti stretti di importanti uomini politici argentini.

La connessione fra i fatti di Amuay, in Venezuela, quelli di Bergen, in Norvegia, e la sparatoria di Cayman Brac, sembra proprio da ricercarsi nel personaggio chiave di Gospic. Questi ha partecipazioni, oltre che nell'impianto di macellazione di Pilar, anche nell'industria petrolifera venezuelana. Ma c'è un altro livello di connessione tra i fatti, stavolta politico. Gospic ha infatti sponsorizzato l'uomo politico argentino Alvaro Gutierrez, che risulta collegato con numerosi gruppi terroristici di estrema destra, fra cui i terroristi di Lamoura (è Gutierrez che, con ogni probabilità, ha fornito loro i passaporti argentini).

### Operazione Cannone di Pietra
Giugno 2006. La guardia costiera degli Stati Uniti intercetta un mercantile carico di armi, droga e volantini di propaganda neofascita. I libri di bordo fanno riferimento ad una società di import/export di Porto Alegre, in Brasile. Il governo brasiliano, informato dei fatti, decide di mettere sotto sorveglianza la società, scoprendo un traffico di armi e droga. Rainbow si interessa della faccenda perché la società di Porto Alegre sembra collegata con i narcos delle isole Cayman.

Un problema particolarmente spinoso sta nel fatto che tutto fa supporre che all'interno della società venga prodotto il micidiale gas nervino VX.

Il VX è una tossina che blocca i neurotrasmettitori, provocando una morte dolorosa e rapida. È letale anche in piccola quantità e tremendamente persistente. La missione quindi, va da sé, è stavolta molto delicata.

### Operazione Vetri Frantumati
Mentre il team fa il suo lavoro, il controspionaggio prosegue le indagini. I registri contabili dell'impianto di Pilar hanno rivelato che lo stabilimento era solo una copertura per molti traffici. Gospic, interrogato sulla questione, ha negato di essere collegato agli intrusi di Pilar, anche se è innegabile che alcune sue società siano immischiate in affari poco leciti. Tuttavia non ci sono prove definitive di un suo legame con gruppi terroristici.

Gospic è arrivato alle isole Cayman negli anni quaranta, già ricco di suo, e da allora ha continuato ad accumulare denaro.

Alvaro Gutierrez, dal canto suo, risulta chiaramente compromesso con i gruppi di estrema destra del suo Paese. Molte delle sue guardie del corpo sono ex affiliati al "Partito Social-Nazionalista del Popolo", lo stesso nucleo che ha effettuato l'azione terroristica nella raffineria di Amuay.

Con il fine di capire meglio il collegamento fra Gospic e Gutierrez, Rainbow decide di piazzare cimici nella residenza di quest'ultimo e di trafugare i dati sensibili presenti nel PC dell'abitazione.

### Operazione Ombra del Leone
Una banca di Londra è stata assaltata da un gruppo di terroristi che mirano principalmente ad impossessarsi dei libri contabili dell'istituto. L'artefice dell'operazione è stato identificato: si tratta di un cittadino inglese, Douglas Preston, un veterano dell'esercito collegato a gruppi di estrema destra e in particolare ad una organizzazione chiamata "Fronte del Popolo Unito" (UPF), che raccoglie sotto di sé la totalità dei nuclei di estrema destra del Regno Unito. Gli uomini di Preston sono bene armati e bene addestrati; quindi espugnare la banca non sarà banale.

## Espansioni
Il gioco ha avuto due espansioni:
- Tom Clancy's Rainbow Six 3: Athena Sword
- Tom Clancy's Rainbow Six 3: Iron Wrath, quest'ultima pubblicata come download gratuito dalla stessa Ubisoft.